# Oophagomyia plotnikovi
Oophagomyia plotnikovi (лат.) — вид серых мясных мух, единственный в составе рода Oophagomyia из подсемейства Paramacronychiinae (Sarcophagidae). 

## Распространение
Китай (Неймэнгу), Казахстан, Монголия, Россия (юг Европейской части и Западная Сибирь), Туркменистан, Узбекистан.

## Описание
Мелкие мухи. Щупики жёлтые или светло-коричневые; самец с проклинатными орбитальными щетинками; фаллос апикально перепончатый, без склеротизаций. Парафациальная пластина полностью голая в вентральной половине. Ариста длинно опушенная или сливовидная, самые длинные волоски отчётливо длиннее наибольшего диаметра аристы.